# Hematoquezia

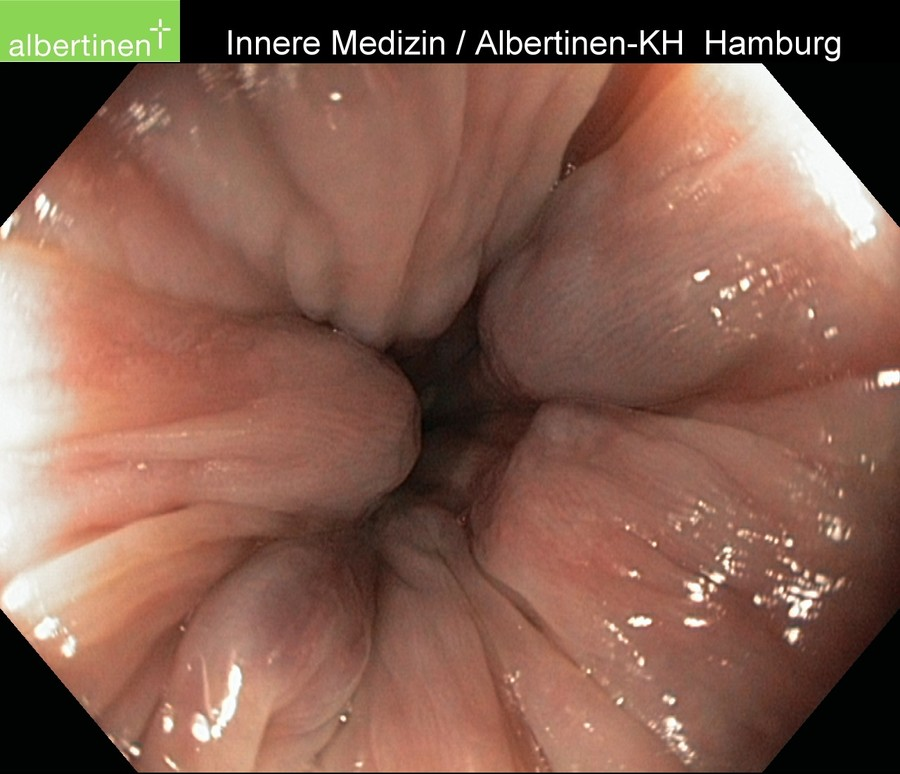
Hemorroidas de grau 2, registradas com câmara de colonoscopia.

Hematoquezia ou hemorragia retal é o termo médico utilizado para designar a presença de sangue vermelho pelo ânus, sinal de uma hemorragia digestiva baixa. Distingue-se de melena, em que as fezes apresentam sangue que foi alterado pela flora intestinal tendo por isso uma aparência negra e com um forte cheiro pútrido, indicando hemorragia digestiva alta.

## Causas

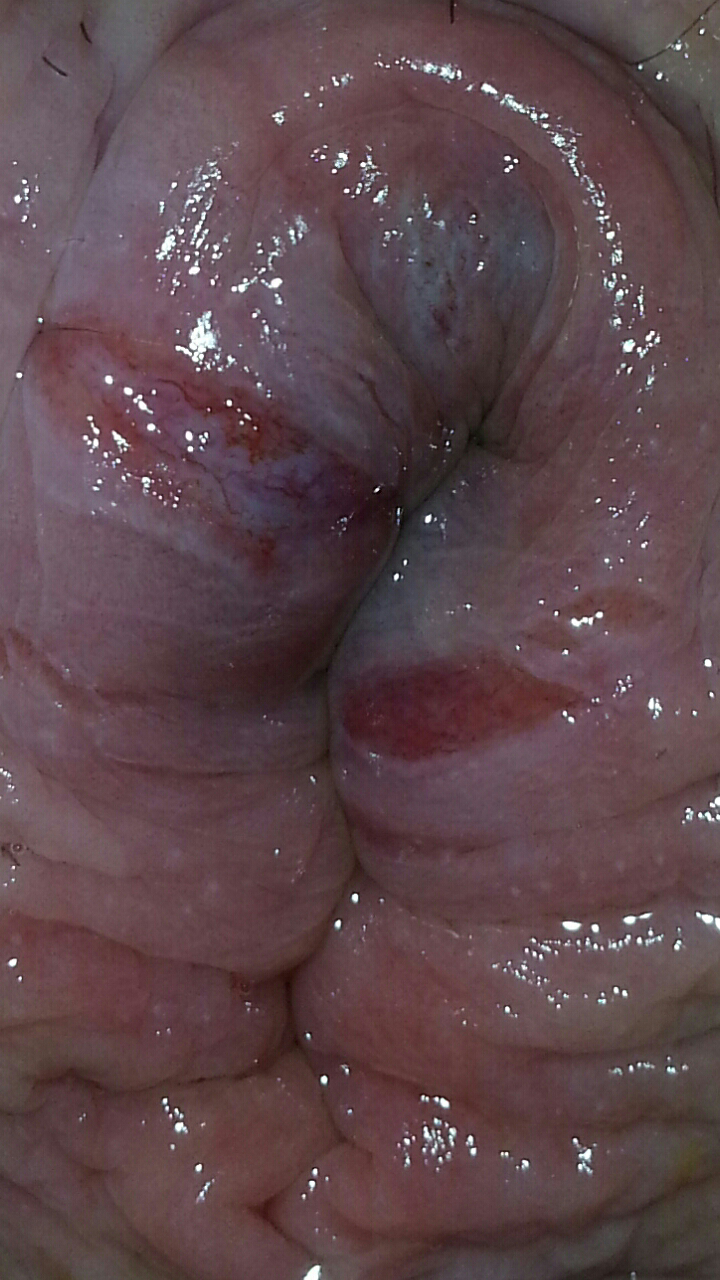
Fissuras anais, uma causa comum de hemorragia retal.

A hematoquezia está geralmente está associada a uma hemorragia a jusante do ângulo de Treitz (ângulo duodenojejunal) sendo as suas causas mais comuns:
Outras causas comuns de sangue nas fezes incluem:
- Angiodisplasia: má formação de vasos sanguíneos
- Câncer de intestino: neoplasia maligna, geralmente originado das glândulas do intestino (adenocarcinoma)
- Câncer colorretal: o quarto lugar mais comum para um câncer
- Colite ulcerativa: uma doença inflamatória intestinal crônica.
- Diverticulose: uma das causas mais comuns, formação de "sacos" pelas paredes do intestino.
- Doença de Crohn: outra doença inflamatória intestinal crônica genética.
- Enterite necrotizante: doença de recém-nascidos com baixo peso ao nascer
- Fissura anal: rupturas intestinais geralmente por fezes endurecidas com constipação ou por sexo anal
- Hemorroidas: a causa mais comum
- Pólipos intestinais: tumores benignos
- Salmonelose: Infecção bacteriana associada a carne ou água contaminada
- Síndrome do intestino irritável: Cólicas intestinais dolorosas e frequentes que pioram com o estresse
- Shigelose ou E. coli produtor de toxina Shiga (intoxicação alimentar): Infecções bacteriana associada a carne ou água contaminada
- Trauma físico: por exemplo um golpe forte na barriga ou uma cirurgia abdominal

## Diagnóstico
Para descobrir a causa da hemorragia, podem  ser feitos os seguintes exames, a depender da suspeita:
- Colonoscopia
- Enteroscopia
- Raio X com bário como meio de constraste
- Coprocultura
- Biópsia intestinal
- Angiografia
- Laparoscopia exploratória

## Tratamento
É recomendada uma dieta rica em fibras vegetais para aliviar a obstipação que pode causar e agravar hemorróidas e fissuras anais. Sentar em banhos quentes pode aliviar as hemorróidas e fissuras e sentar em almofadas pode prevenir novas hemorragias. As infecções bacterianas tratam-se com antibióticos e deve evitar-se consumir qualquer alimento mal cozido. Uma cirurgia pode ser necessária para remover polipos ou as partes do cólon danificadas por cancro, diverticulite ou doença inflamatória intestinal.